# Kuninga 24
Kuninga 24 est un bâtiment de la ville de Pärnu en Estonie.

## Description
Construit en 1694, le bâtiment est l'un des plus anciens de Pärnu. Il est classé monument culturel national.
Aujourd'hui, le bâtiment est un immeuble résidentiel

## Histoire
Le bâtiment a été construit en 1694 pour le maire et marchand Jürgen Vossbein. Il s'agit d'une maison de marchand de style baroque avec une cheminée centrale, un plan au sol symétrique et un haut toit à pignon.
Au XIXe siècle, plusieurs rénovations ont été réalisées, au cours desquelles la maison a pris un aspect classique.
L'extérieur du bâtiment du XVIIIe siècle a été restauré lors de rénovations de 1978 à 1982.
En 2007, la ville de Pärnu a vendu le bâtiment à la société privée Aresco Food.
Dans les années 1980, une dépendance en pierre a été construite pour recevoir les réunions du conseil municipal de l'époque à l'adresse Kuninga 24/1. En 2003, elle a été transformée en bâtiment résidentiel.
En 1983, une grange a été construite à l'adresse Kuninga 24/2. Elle a été transformée en bâtiment résidentiel en 2017.